# Koi... Mil Gaya
Série
Krrish
(2006)
Pour plus de détails, voir Fiche technique et Distribution.
Koi... Mil Gaya est un film de science-fiction indien réalisé par Rakesh Roshan, sorti en 2003.
Il s'inspire de The Alien, un scénario que Satyajit Ray écrivit en 1967. Le film correspondant fut toutefois annulé. Il est sorti sur les écrans français dans le cadre du festival Bollywood sur Seine en 2004. Ce film sera suivi de Krrish sorti en 2006 et de Krrish 3 sorti en 2013.

## Synopsis
Sanjay est un grand physicien qui étudie l'existence des extraterrestres. Sur le point de faire une découverte capitale, il est victime, avec son épouse enceinte, d'un accident de voiture au cours duquel il décède. Vingt ans plus tard, Rohit qui est resté attardé mental à la suite de l'accident, vit avec sa mère. Ami des enfants, il est néanmoins le souffre-douleur des voyous de son âge et des enfants d'école primaire et du collège. Dans une remise, il retrouve le matériel informatique de son père : branché, l'appareil le met en contact avec une vie extra-terrestre qui dépêche sur Terre un vaisseau spatial. Reparti précipitamment, l'engin abandonne dans la forêt l'un des leurs : Rohit le recueille et devient son ami. 
Ensuite, l'extra-terrestre nommé Jadoo offre ses pouvoirs à Rohit, lui offrant force, intelligence et des capacités d'assimilations exceptionnelles.
Mais garder un extra-terrestre en lieu sûr alors que le monde entier est au courant qu'un OVNI a atterri sur Terre est impossible, surtout quand la police et les scientifiques ont réussi à comprendre qu'un extra-terrestre n'est pas remonté dans le vaisseau.

## Fiche technique
- Titre : Jadoo l'extraterrestre
- Titre original : Koi... mil gaya
- Titre en hindi : कोई... मिल गया
- Réalisation : Rakesh Roshan
- Directeurs de la photographie : Sameer Arya et Ravi K. Chandran
- Scénario : Sachin Bhowmick, Honey Irani, Robin Bhatt et Rakesh Roshan
- Compositeur : Rajesh Roshan
- Producteur : Rakesh Roshan
- Production : Film Kraft
- Format : Couleurs, Dolby EX 6.1, 35 mm, 2.35:1
- Genre : fantasy, science-fiction, romance, drame
- Durée : 171 minutes
- Dates de sortie :

 Inde : 8 août 2003
 France : août 2004

## Distribution
- Hrithik Roshan : Rohit Mehra
- Preity Zinta : Nisha
- Rakesh Roshan : Sanjay Mehra
- Rekha : Sonia Mehra
- Prem Chopra : Harbans Saxena
- Rajat Bedi : Raj Saxena
- Johnny Lever : Chelaram Sukhwani
- Mukesh Rishi : l'inspecteur Khurshid Khan
- Hansika Motwani : The super six

## Récompenses et distinctions
Koi... mil gaya a reçu de très nombreux prix au festival Apsara, au Filmfare, au Film national indien, au Screen weekly et au Zee cine.

## Musique
L'air joué par Sanjay puis par Rohit pour contacter les extra-terrestres, est largement inspiré de la chanson titre de l'album Dune: Spice Opera, composé par Stéphane Picq pour le jeu vidéo Dune.
À la fin du film (lors du retour des extra-terrestres), un extrait de musique de Toto, issue de la bande son du film Dune, est également audible.